# Wymiarki (Lubusz)
Pour les articles homonymes, voir Wymiarki.
Wymiarki (prononciation : [vɨˈmjarki]) est un village polonais de la gmina de Wymiarki dans le powiat de Żagań de la voïvodie de Lubusz dans l'ouest de la Pologne.
Le village est le siège administratif (chef-lieu) de la gmina appelée gmina de Wymiarki.
Il se situe à environ 21 kilomètres au sud-ouest de Żagań (siège de le powiat) et 57 kilomètres au sud-ouest de Zielona Góra (siège de la diétine régionale).
Le village comptait approximativement une population de 1 239 habitants en 2009.

## Histoire
Le nom allemand du village était Wiesau.
Après la Seconde Guerre mondiale, avec les conséquences de la Conférence de Potsdam et la mise en œuvre de la ligne Oder-Neisse, le village est intégré à la République populaire de Pologne. La population d'origine allemande est expulsée et remplacée par des polonais.
De 1975 à 1998, le village appartenait administrativement à la voïvodie de Zielona Góra.

Depuis 1999, il appartient administrativement à la voïvodie de Lubusz.